# Kříž Na Hrobech

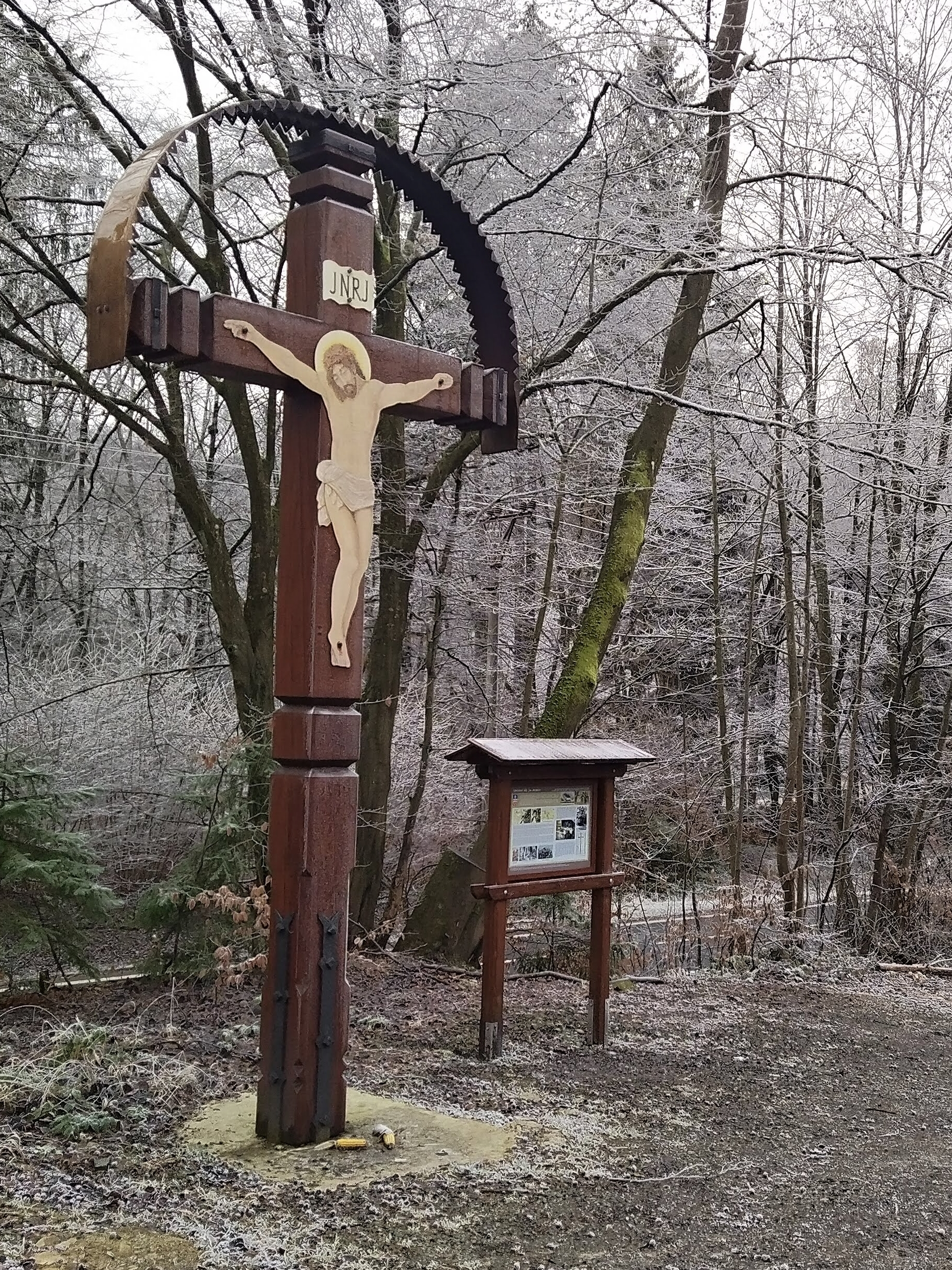
Obnovený kříž Na Hrobech z roku 2019

Kříž Na Hrobech je kříž ve Chvalčově v Hostýnských vrších v údolí říčky Bystřičky.

## Historie
První existence se stahuje k roku 1763, kdy byl kříž vyznačen ve vojenské mapě z doby panování Marie Terezie. Dřevěný kříž nahradil starší, který zde stál naposledy v 50. letech 20. století. Vznikl v září 2019, při příležitosti 650. výročí založení obce Chvalčov. Byl odhalen a posvěcen 26. října 2019. 

## Kříž
Kříž je zhotoven z dubového dřeva, které pochází z obecního lesa obce Chvalčov. Výška je 5 metrů. Šířka je 2,20 metrů. Trámy jsou opracovány ručně, napuštěny třikrát speciálním olejovým nátěrem v ořechovém odstínu. Postava Ježíše Krista vyřezána z třímilimetrového ocelového plechu. Kříž chrání měděná stříška ve tvaru oblouku a je připevněna vruty s kovanou čtyřhranou hlavou. Ukotven a zabetonován je v železném koši, připevněn je svorníky. Železné pásky by kromě estetické funkce do budoucna měly bránit praskání dřeva. 
Autorem kříže je výtvarník Karel Bubílek, který se inspiroval podobou Jurkovičových křížů na Svatém Hostýně. Kříž zhotovil tesař z Dřevohostic Robert Tuček na zakázku. Postavu Ježíše Krista namaloval olomoucký malíř František Gračka. Kříž nechala vyrobit obec Chvalčov.

## Pověst
V dřívějších dobách podle pověsti o vpádu Tatarů v roce 1241 vykopali tehdejší obyvatelé jámy, aby byli pohřbeni mrtví pohané. Od té doby se tomuto místu říká Na Hrobech. Není známo, zda byl již v tehdejších dobách zde vztyčen kříž.